# 福井県道26号大野勝山線
福井県道26号大野勝山線（ふくいけんどう26ごう おおのかつやません）は、福井県大野市から勝山市に至る県道（主要地方道）である。

## 概要
大野市の起点・勝山市南部の終点とも国道157号と接続しているが、国道は勝山盆地と大野盆地を直線的に結んでいるのに対し、本道路は両市の東部にある六呂師高原を経由する。

### 路線データ
福井県条例規則集に基づく起終点および重要な経過地は次のとおり。
- 起点 : 大野市（中保＝国道157号大野バイパス交点）
- 終点 : 勝山市（平泉寺町大渡＝国道157号交点）
- 重要な経過地 : 大野市南六呂師

## 歴史
2014年（平成26年）7月29日に、国道157号の大野市街地を通過する旧道が国道区域から除外されるのと同時に起点が大野市月美町から同市中保の国道157号大野バイパス交点に変更された。
- 1993年（平成5年）5月11日 - 建設省から、県道大野勝山線が大野勝山線として主要地方道に指定される[3]。

## 路線状況

### 重複区間
- 福井県道171号五条方松原出勝山線（大野市土打 地内）
- 福井県道239号上唯野西屋勝山線（大野市松丸 - 同市森本）
- 福井県道169号平泉寺大渡線（勝山市平泉寺町大渡 地内）

## 地理

### 通過する自治体
- 大野市
- 勝山市

### 交差する道路
- 国道157号・福井県道172号皿谷大野線（大野市中保、起点）
- 福井県道170号五条方下荒井線（大野市下麻生嶋・下麻生嶋交差点）
- 福井県道171号五条方松原出勝山線（大野市土打 地内で重複）
- 福井県道239号上唯野西屋勝山線（大野市松丸 - 同市森本で重複）
- 福井県道221号奥越高原線（大野市南六呂師）
- 福井県道239号上唯野西屋勝山線（勝山市平泉寺町大渡）
- 福井県道169号平泉寺大渡線（勝山市平泉寺町大渡 - 同・大渡交差点、終点で重複）
- 国道157号・福井県道17号勝山丸岡線（勝山市平泉寺町大渡・大渡交差点、終点）